# Big Freeze
Der Big Freeze (englisch für „Das große Einfrieren“), auch als Big Chill („Die große Kühle“) oder Big Whimper („Das große Wimmern“) bezeichnet, ist eine Hypothese der Kosmologie über die Entwicklung des Universums. Andere hypothetische Szenarien sind der Big Crunch und der Big Rip.
Aktuelle Beobachtungen weisen darauf hin, dass die Expansion des Universums unendlich fortdauern wird. In diesem Fall wird das Universum umso kühler, je mehr es sich ausdehnt, und die Temperatur nähert sich mit der Zeit asymptotisch dem absoluten Nullpunkt. Die Bezeichnung Big Freeze bzw. Big Chill rührt von dieser Kühle her.
Aufgrund des Einflusses durch Dunkle Energie erfolgt die Expansion des Universums nach derzeitigem Erkenntnisstand beschleunigt, entsprechend wird der Raum zwischen den Galaxien größer werden. Photonen, sogar Gammastrahlen, werden so weit rotverschoben, dass ihre große Wellenlänge und niedrige Energie sie unerkennbar macht. Sterne werden sich 1012 bis 1014 (1–100 Billionen) Jahre lang bilden, bis das Gas zur Bildung von Sternen aufgebraucht ist. Da den existierenden Sternen mit der Zeit der Brennstoff ausgeht und sie aufhören zu leuchten, wird das Universum mit der Zeit immer dunkler und kälter werden. Falls das Proton, wie es einige Theorien annehmen, nicht stabil ist und zerfällt, werden auch die Sternenreste verschwinden. Danach bleiben nur noch Schwarze Löcher übrig, die sich durch Hawking-Strahlung auflösen. Damit erreicht die Temperatur am Ende einen Wert, der überall genau gleich ist, so dass keine thermodynamische Arbeit mehr möglich ist, was dann im Wärmetod des Universums endet. Der Wärmetod ist ein von Rudolf Clausius 1867 eingeführtes Bild für den „Zustand […] des finalen thermischen Gleichgewichts des Universums“, aufgefasst als abgeschlossenes System. Ludwig Boltzmann und insbesondere Henri Poincaré (1890) mit seinem Wiederkehrtheorem argumentierten gegen einen Wärmetod des Universums.

## Thermodynamische Betrachtung
Gemäß dem zweiten Hauptsatz der Thermodynamik enthält ein abgeschlossenes System im thermischen Gleichgewicht ein höchstmögliches Maß an Entropie. Zudem kann die Entropie in einem solchen System zwar gleich bleiben oder zunehmen, aber niemals abnehmen. Wenn die maximale Entropie erreicht ist, fehlt der Antrieb für makroskopisches Geschehen im System. Das System nähert sich einem statischen, „toten“ Zustand.
Unter der Annahme, dass unser Universum ein abgeschlossenes System ist, bedeutet dies, dass alles Leben im Universum irgendwann einmal erlöschen wird. Dies wird auch als der „Wärmetod des Universums“ bezeichnet. Diese Projektion in die sehr weit entfernte Zukunft wird in der Philosophie teilweise als Beweis für die Unvermeidbarkeit des Weltuntergangs angeführt. Nach dem gegenwärtigen Stand der Physik ist allerdings offen, ob das Universum ein abgeschlossenes System ist.

## Raumkrümmung und Dunkle Energie als relevante Parameter
Unendliche Expansion bestimmt nicht die räumliche Krümmung des Universums. Es kann offen (mit negativer Raumkrümmung), flach oder geschlossen (mit positiver Raumkrümmung) sein. Wenn es geschlossen ist, muss genügend Dunkle Energie vorhanden sein, um der Gravitation entgegenzuwirken. Ein offenes oder flaches Universum wird sich dauerhaft ausdehnen, auch ohne Dunkle Energie.
Beobachtungen der kosmischen Hintergrundstrahlung der Wilkinson Microwave Anisotropy Probe und des Planck-Weltraumteleskops legen die Vermutung nahe, dass das Universum räumlich flach ist und eine bemerkenswerte Menge an Dunkler Energie vorhanden ist. In diesem Fall wird das Universum wahrscheinlich mit wachsender Geschwindigkeit expandieren. Diese Vermutung wird auch durch die Beobachtung weit entfernter Supernovae gestützt.
Das Szenario des Big Freeze nimmt die fortwährende Expansion des Universums an. Wenn das Universum beginnt, sich wieder zusammenzuziehen, werden die in der Zeitleiste geschilderten Ereignisse eventuell nicht passieren, da der Big Crunch anders verläuft.

## Ablauf des Big Freeze
In den 1970er-Jahren untersuchten der Astrophysiker Jamal Islam und der Physiker Freeman Dyson die Zukunft eines expandierenden Universums.
1999 teilten die Astrophysiker Fred Adams und Gregory Laughlin in ihrem Buch The Five Ages of the Universe die Vergangenheit und die Zukunft eines expandierenden Universums in fünf Ären ein. Die erste, die Primordiale Ära, ist die Zeit direkt nach dem Urknall, wenn die Sterne sich noch nicht gebildet haben. Die zweite, die Sternenreiche Ära, beinhaltet die heutige Zeit und alle Sterne und Galaxien, die wir sehen. In dieser Zeit bilden sich Sterne durch den Kollaps von Gaswolken. In der folgenden Ära, der Ära der Degeneration, werden alle Sterne ausgebrannt sein, und alle Objekte stellarer Masse werden Sternenreste sein, nämlich Weiße Zwerge, Neutronensterne oder Schwarze Löcher. Nach Auffassung von Adams und Laughlin werden sich in der Ära der Schwarzen Löcher Weiße Zwerge, Neutronensterne und andere kleinere astronomische Objekte durch Protonenzerfall auflösen, wonach nur noch Schwarze Löcher übrig bleiben. Schließlich werden auch diese in der Dunklen Ära verschwunden sein und nur noch Photonen und Leptonen werden existieren.

### Sternenreiche Ära
von 106 (1 Million) Jahren bis 1014 (100 Billionen) Jahren nach dem Urknall
Das beobachtbare Universum ist zurzeit 1,38 · 1010 (13,8 Milliarden) Jahre alt. Daher befinden wir uns derzeit in der sternenreichen Ära. Seit sich nach dem Urknall der erste Stern bildete, entstehen Sterne durch Kollaps von kleinen, dichten Kernregionen in großen, kalten molekularen Wolken aus Wasserstoff. Dadurch entsteht zuerst ein Protostern, der aufgrund von Energie, die durch Kelvin-Helmholtz-Kontraktion entsteht, heiß und hell ist. Wenn dieser Protostern sich genügend zusammenzieht, wird sein Kern heiß genug für Kernfusion von Wasserstoff und sein Leben als Stern beginnt.
Sterne mit sehr niedriger Masse werden ihren gesamten Wasserstoff verbrauchen und zu Weißen Zwergen aus Helium werden. Sterne mit niedriger bis mittlerer Masse werden einen Teil ihrer Masse als Planetarischen Nebel ausstoßen und zu Weißen Zwergen werden, Sterne mit größerer Masse werden in einer Supernova vom Typ II explodieren, wobei ein Neutronenstern oder ein Schwarzes Loch entsteht. In jedem dieser Fälle bleibt ein Sternenrest übrig, nur ein Teil der Materie des Sterns kommt ins interstellare Medium zurück. Früher oder später geht das für die Bildung von Sternen notwendige Gas zur Neige.

#### Zusammenwachsen der Lokalen Gruppe
in 1011 (100 Milliarden) bis 1012 (1 Billion) Jahren
Die Galaxien der Lokalen Gruppe, des Galaxienhaufens, dem die Milchstraße und die Andromedagalaxie angehören, sind gravitativ aneinander gebunden. Die derzeit 2,5 Millionen Lichtjahre von unserer Galaxie entfernte Andromedagalaxie bewegt sich mit einer Geschwindigkeit von etwa 300 Kilometern pro Sekunde auf die Galaxis zu. In etwa 5 Milliarden Jahren, oder 19 Milliarden Jahre nach dem Urknall, werden die Galaxis und die Andromedagalaxie kollidieren und zusammen eine große Galaxie bilden. Es wird erwartet, dass die gravitative Wirkung dazu führt, dass die Lokale Gruppe in 1011 (100 Milliarden) bis 1012 (1 Billion) Jahren zu einer riesigen Galaxie verschmilzt.
Unter der Annahme, dass Dunkle Energie zu einer sich beschleunigenden Expansion des Universums führt, werden in etwa 150 Milliarden Jahren alle Objekte außerhalb der Lokalen Gruppe sich hinter dem kosmologischen Horizont befinden. Dadurch wird es unmöglich, dass Ereignisse in der Lokalen Gruppe Auswirkungen auf andere Galaxien haben. Ähnlich werden Ereignisse nach 150 Milliarden Jahren, die von Beobachtern in entfernten Galaxien gesehen werden, keine Auswirkungen mehr auf die Lokale Gruppe haben können. Ein Beobachter in der Lokalen Gruppe kann zwar entfernte Galaxien noch sehen, doch was beobachtet wird, wird mit der Zeit exponentiell mehr gravitativ zeitverschoben und rotverschoben sein, während die Galaxie sich dem kosmologischen Horizont nähert und die Zeit dort für den Beobachter zu stoppen scheint. Der Beobachter in der Lokalen Gruppe wird die entfernte Galaxie jedoch nicht hinter dem kosmologischen Horizont verschwinden sehen und wird nie Ereignisse sehen, die nach 150 Milliarden Jahren in deren Zeit passiert sind. Daher wird der intergalaktische Transport und die Kommunikation nach 150 Milliarden Jahren unmöglich sein.
In 2 · 1012 (2 Billionen) Jahren wird Strahlung aus allen Galaxien außerhalb des Lokalen Superhaufens so rotverschoben sein, dass sogar Gammastrahlen, die sie aussenden, Wellenlängen haben werden, die länger sind als das zu dieser Zeit beobachtbare Universum. Daher werden diese Galaxien nicht mehr erkannt werden können.

### Ära der Degeneration

#### Bildung von Sternen endet
von 1014 (100 Billionen) bis 1040 Jahren
In 100 Billionen Jahren wird die Bildung von Sternen enden, und nur noch Sternenreste werden übrig bleiben. Diese Zeit, genannt Ära der Degeneration, dauert, bis die letzten Sternreste zerfallen. Die langlebigsten Sterne im Universum sind Rote Zwerge mit der niedrigsten Masse (etwa 0,08 Sonnenmassen), die etwa 1013 Jahre lang leben. Zufälligerweise ist diese Dauer vergleichbar mit der Dauer der Zeit, in der sich Sterne bilden. Wenn die Bildung von Sternen endet und die leichtesten Roten Zwerge ihren Brennstoff verbraucht haben, endet die Kernfusion. Die Roten Zwerge mit niedriger Masse werden sich abkühlen und zu toten Schwarzen Zwergen werden. Die einzigen verbleibenden Objekte mit mehr als planetarer Masse werden Braune Zwerge mit einer Masse von weniger als 0,08 Sonnenmassen und Sternenreste sein; Weiße Zwerge, die aus Sternen mit einer Masse von 0,08 bis 8 Sonnenmassen entstanden sind, sowie Neutronensterne und Schwarze Löcher, die aus Sternen mit einer Ausgangsmasse von mehr als 8 Sonnenmassen entstanden sind. Den größten Teil der Masse vereinen dabei die Weißen Zwerge in sich, etwa 90 %. Ohne Energiequellen werden alle diese ehemals leuchtenden Körper abkühlen und dunkel werden.
Das Universum wird dunkel werden, nachdem der letzte Stern ausgebrannt ist. Auch dann kann es aber neu erzeugte Strahlung im Universum geben. Eine Möglichkeit ist, dass sich zwei Weiße Zwerge aus Kohlenstoff und Sauerstoff mit einer gemeinsamen Masse über der Chandrasekhar-Grenze, also von etwa 1,44 Sonnenmassen, vereinigen. Das daraus entstehende Objekt wird in einer Supernova vom Typ Ia explodieren und die Dunkelheit der Ära der Degeneration für wenige Wochen unterbrechen. Wenn die gemeinsame Masse unter der Chandrasekhar-Grenze liegt, aber größer als die Mindestmasse zur Kernfusion zu Kohlenstoff (etwa 0,9 Sonnenmassen) ist, dann wird noch einmal ein Kohlenstoffstern entstehen, der eine Lebensdauer von etwa 106 (1 Million) Jahren hat. Wenn zwei Weiße Zwerge aus Helium mit einer gemeinsamen Masse von mindestens 0,3 Sonnenmassen kollidieren, wird ein Heliumstern entstehen, dessen Lebenszeit wenige hundert Millionen Jahre beträgt. Sollten zwei genügend große Braune Zwerge kollidieren, entsteht ein Roter Zwerg, der für 1013 (10 Billionen) Jahre leuchten kann.
Im Laufe der Zeit tauschen die Objekte in einer Galaxie kinetische Energie in einem Prozess, der dynamische Entspannung genannt wird, aus, sodass ihre Geschwindigkeitsverteilung die Maxwell-Boltzmann-Verteilung erreicht. Dynamische Entspannung kann entweder durch nahe Begegnungen von zwei Sternen oder durch weniger starke, aber dafür häufigere Begegnungen erfolgen.
Im Falle einer nahen Begegnung begegnen sich zwei Braune Zwerge oder Sternenreste und die Umlaufbahnen der beteiligten Objekte ändern sich leicht. Nach vielen Begegnungen verlieren schwere Objekte an kinetischer Energie, während leichte Objekte kinetische Energie hinzugewinnen.
Aufgrund der dynamischen Entspannung werden manche Objekte genug Energie gewinnen, um die galaktische Fluchtgeschwindigkeit zu erreichen und die Galaxie verlassen, wonach eine kleinere, dichtere Galaxie zurückbleibt. Dadurch verlassen die meisten Objekte (90 % bis 99 %) die Galaxie, während ein kleiner Rest (1 % bis 10 %) übrig bleibt und in das zentrale Supermassive Schwarze Loch fällt. Es wird vermutet, dass die Materie der Sternenreste sich in einer Akkretionsscheibe sammelt und einen Quasar bildet, solange genug Materie vorhanden ist.

### Ära der Schwarzen Löcher
in 1040 bis 10100 Jahren
Nach 1040 Jahren werden Schwarze Löcher das Universum dominieren. Diese verdampfen langsam durch Hawking-Strahlung. Ein Schwarzes Loch mit etwa der Masse der Sonne besteht etwa 2 · 1066 Jahre lang. Da die Lebensdauer eines Schwarzen Lochs proportional zur dritten Potenz seiner Masse ist, brauchen massivere Schwarze Löcher länger, um zu zerfallen. Ein Supermassives Schwarzes Loch mit einer Masse von 100 Milliarden Sonnenmassen verdampft in 2 · 1099 Jahren.
Die Hawking-Strahlung entspricht einer Wärmestrahlung. Während des Großteils der Lebenszeit des Schwarzen Loches hat dieses eine niedrige Temperatur, die Strahlung besteht hauptsächlich aus masselosen Teilchen wie Photonen und den hypothetischen Gravitonen. Während die Masse des Schwarzen Loches kleiner wird, steigt seine Temperatur; wenn die Masse auf 1019 Kilogramm gefallen ist, entspricht sie etwa der der Sonne. Das Loch sorgt dann für eine zeitweilige Lichtquelle während der allgemeinen Dunkelheit in der Ära der schwarzen Löcher. Am Ende ihres Lebens emittieren Schwarze Löcher nicht nur masselose Teilchen, sondern auch schwerere Teilchen wie Elektronen, Positronen, Protonen und Antiprotonen.
Über einen Zeitraum von etwa 1065 Jahren hinweg wird sich auswirken, dass vermeintlich starre Objekte, beispielsweise Steine, fähig sind, ihre Atome und Moleküle über den Tunneleffekt neu anzuordnen und sich zu verhalten wie eine Flüssigkeit, nur langsamer.

#### Materie zerfällt zu Eisen
in 101500 Jahren
In 101500 Jahren könnte kalte Fusion durch den Tunneleffekt leichte Elemente in Eisen-56 verwandeln. Kernspaltung und Alphastrahlung wird auch schwere Elemente zu Eisen zerfallen lassen, stellare Objekte bleiben schließlich als kalte Eisenkugeln zurück, sogenannte Eisensterne.

#### Kollaps von Eisensternen zu Schwarzen Löchern
in {\displaystyle 10^{10^{26}}} bis {\displaystyle 10^{10^{76}}} Jahren
Der Tunneleffekt wird auch große Objekte in Schwarze Löcher verwandeln. Das könnte in {\displaystyle 10^{10^{26}}} bis {\displaystyle 10^{10^{76}}} Jahren stattfinden. Der Tunneleffekt könnte auch den Kollaps von Eisensternen in Neutronensterne verursachen, was in etwa {\displaystyle 10^{10^{76}}} Jahren stattfinden soll. Nun haben auch die Zeitangaben selbst astronomische Maßstäbe erreicht. Wollte man die Zahl {\displaystyle 10^{10^{26}}} ohne Potenzdarstellung auf Papierseiten im Format DIN A4 (1500 Zeichen pro Seite) ausdrucken, würde der Seitenstapel etwa 1.000 Lichtjahre ins All bis über den Stern Rigel hinaus reichen. Für eine derartige Darstellung der Zahl {\displaystyle 10^{10^{76}}} wäre die heutige Ausdehnung des beobachtbaren Universums um Größenordnungen zu klein.

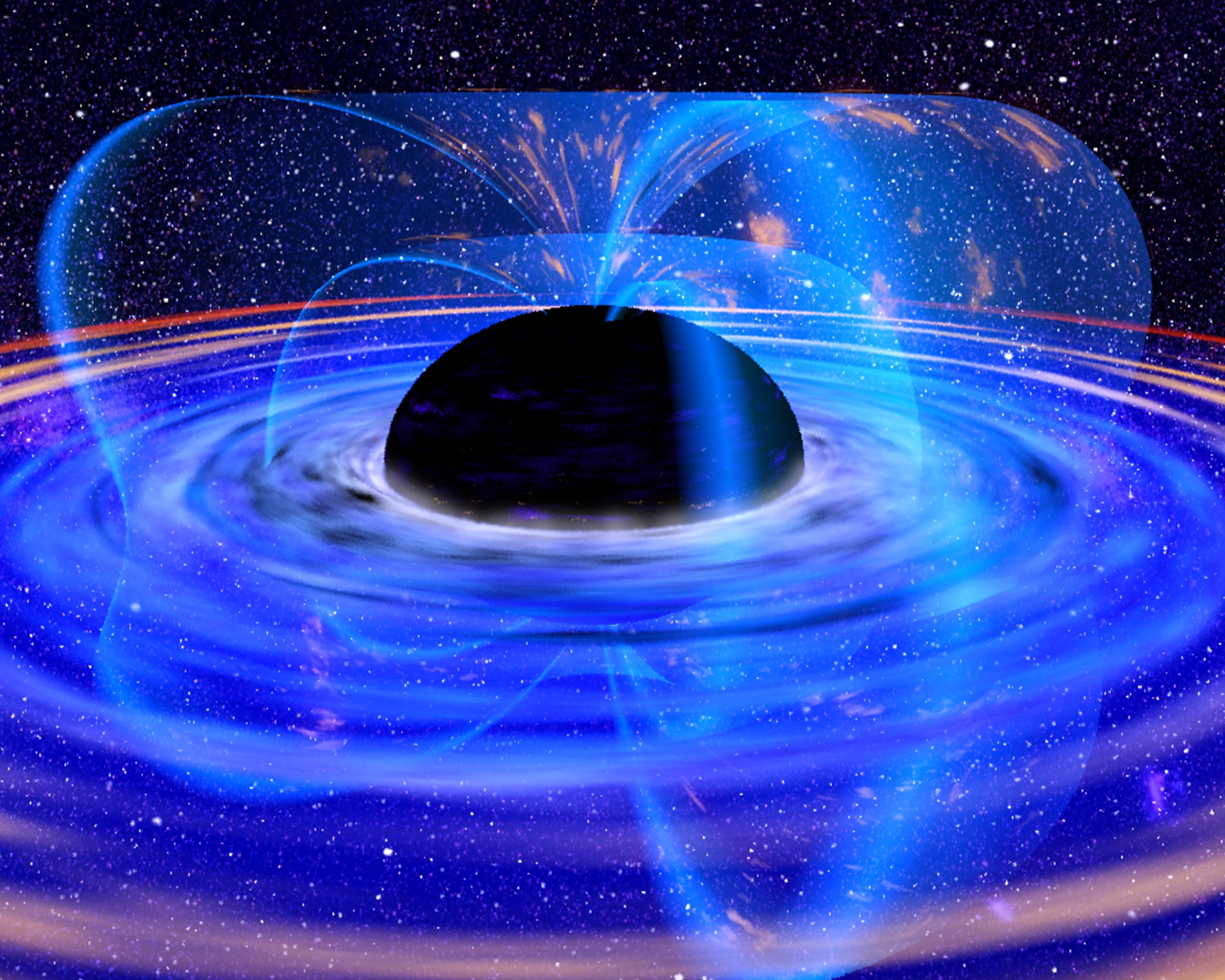
Supermassive Schwarze Löcher (hier eine künstlerische Darstellung) sind alles, was von Galaxien übrig bleibt, nachdem alle Protonen zerfallen, aber auch diese Riesen sind nicht unsterblich.

### Veränderungen, wenn die Nukleonen instabil sind
Viele Szenarien des Big Freeze legen die Existenz des Protonenzerfalls zugrunde. Es wird außerdem erwartet, dass auch im Kern gebundene Neutronen mit einer Halbwertszeit zerfallen, die mit der des Protons vergleichbar ist.
Bei instabilen Protonen wäre die Ära der Degeneration deutlich kürzer. Die konkreten Zeitangaben sind von der zugrundegelegten Halbwertszeit der Nukleonen abhängig. Experimente deuten auf eine untere Schranke dieser Halbwertszeit von mindestens 1034 Jahren hin. Bei der Suche nach einer „Großen vereinheitlichten Theorie“ geht man für das Proton von einer Halbwertszeit von weniger als 1041 Jahren aus. In diesem Szenario wird für das Proton eine Halbwertszeit von etwa 1037 Jahren angenommen. Kürzere oder längere Halbwertszeiten beschleunigen oder verlangsamen den Prozess.
Es wird geschätzt, dass es momentan 1080 Protonen im Universum gibt. Mit der oben angenommenen Halbwertszeit des Protons sind etwa 1000 Halbwertszeiten vergangen, wenn das Universum 1040 Jahre alt ist. Das bedeutet, dass sich die Anzahl der Protonen 1000 mal halbiert hat. Da ungebundene Neutronen innerhalb von Minuten zerfallen, wird es zu diesem Zeitpunkt damit praktisch keine Nukleonen mehr geben. Alle baryonische Materie hat sich in Photonen und Leptonen umgewandelt. Manche Modelle sagen die Bildung von stabilen Positronium mit einem größeren Durchmesser als das heutige beobachtbare Universum in 1085 Jahren voraus, und, dass dieses in 10141 Jahren in Gammastrahlung zerfällt.
Es existieren auch Vorhersagen zu anderen Zerfallsmöglichkeiten des Protons, zum Beispiel über Prozesse wie Virtuelle Schwarze Löcher oder andere übergeordnete Prozesse, mit einer Halbwertszeit von unter 10200 Jahren.

### Dunkle Ära und Wärmetod
ab 10100 Jahren
Nachdem alle schwarzen Löcher verdampft sind (und nachdem – im Falle instabiler Protonen – alle Materie aus Nukleonen sich aufgelöst hat), wird das Universum so gut wie leer sein. Photonen, Neutrinos, Elektronen und Positronen werden umherfliegen und sich dabei kaum begegnen. Die höchste Schwerkraft besitzen daraufhin die Dunkle Materie, Elektronen und Positronen.
In dieser Ära fällt die Aktivität im Universum dramatisch ab (verglichen mit den vorherigen Ären), zwischen Vorgängen mit sehr kleinen Energieumwandlungen liegen große Zeitabstände. Elektronen und Positronen, die durch den Raum fliegen, werden sich begegnen und in manchen Fällen Positronium bilden. Dieses ist instabil, denn die Bestandteile annihilieren sich. Das Universum erreicht zu diesem Zeitpunkt eine sehr niedrige Energiedichte.
Was danach passieren könnte, ist rein spekulativ. Möglicherweise wird es weit in der Zukunft zum Big Rip kommen. Andere Möglichkeiten sind eine zweite Inflation oder, vorausgesetzt, das Vakuum ist ein falsches Vakuum, der Zerfall des Vakuums in einen niedrigeren Energiezustand.
Bei den vorliegenden niedrigen Energiedichten werden Quantenereignisse wesentlicher als vernachlässigbare mikroskopische Ereignisse, folglich dominieren die Gesetze der Quantenphysik.
Das Universum kann möglicherweise dem Wärmetod durch Quantenfluktuationen entgehen, die einen neuen Urknall in etwa {\displaystyle 10^{10^{56}}} Jahren verursachen können.
Über eine unendliche Zeit könnte nach dem Wiederkehrsatz eine spontane Reduktion von Entropie stattfinden, hervorgerufen durch Fluktuationen (siehe auch Fluktuationstheorem).